# Arakan-aardschildpad
De arakan-aardschildpad (Heosemys depressa) is een schildpad uit de familie Geoemydidae. Het is een vrij grote soort die voorkomt in delen van Azië. De soort werd voor het eerst wetenschappelijk beschreven door John Anderson in 1875. Oorspronkelijk werd de wetenschappelijke naam Geoemyda depressa gebruikt. 

## Uiterlijke kenmerken
De soortnaam depressa betekent 'plat' en verwijst naar het relatief lage rugschild, dat met name op het midden afgeplat is. Op het midden van het schild loopt een lange, stompe maar duidelijk zichtbare kiel. De kleur van het schild is egaal lichtbruin tot geelbruin en soms gevlekt met donkere tot zwarte vlekken of straalsgewijze strepen op de hoornplaten. De kleur van de kop is bruin tot grijs, de poten en nek zijn geelbruin maar de schubben op de nek zijn donkerder tot bijna zwart. De poten hebben goed ontwikkelde klauwen en zwemvliezen tussen de tenen, vooral op de voorpoten. De maximale lengte van het rugschild is ongeveer 26 centimeter.

## Algemeen
De arakan-aardschildpad is endemisch in Myanmar (voormalig Birma), en komt alleen voor in het westen van het land. Het is een van de 25 meest bedreigde soorten schildpadden ter wereld. Omdat de soort sinds 1908 niet meer was waargenomen, werd lange tijd gedacht dat de schildpad was uitgestorven, maar in 1994 werd de soort herontdekt. De waarneming werd echter niet in het wild gedaan maar op een markt in China waar de schildpadden als voedsel te koop werden aangeboden. De arakan-aardschildpad is niet de enige soort die endemisch is in Myanmar en 'dankzij' de Chinese voedselmarkt is beschreven, een andere soort is de Burmese sterlandschildpad (Geochelone platynota). Ook deze schildpad staat op de lijst van 25 meest bedreigde soorten. Myanmar is een politiek geïsoleerd land en heeft de CITES- conventies niet ondertekend waardoor de schildpadden vogelvrij zijn. Ze worden massaal naar China geëxporteerd voor consumptie en 'medicinale' doeleinden. Deze problematiek wordt ook wel de Asian Turtle Crisis genoemd. De dierentuin van Atlanta, de Zoo Atlanta, is de enige plaats ter wereld waar pogingen worden ondernomen om de soort definitief voor uitsterving te behoeden.
In 2009 werden in een wildreservaat in Myanmar een aantal in het wild levende exemplaren gevonden. Geprobeerd wordt om deze populatie in stand te houden. De extreem zeldzame in het wild levende dieren worden bedreigd door illegale handel.